# 아케미 호무라
아케미 호무라(일본어: 暁美 ほむら)는 《마법소녀 마도카☆마기카》에 등장하는 마법소녀. 〈마법소녀 오리코☆마기카〉나, 〈마법소녀 마도카☆마기카 ~The different story~〉에서도 등장한다.
시간을 조종할 수 있는 마법소녀로 설정되어 있으며, 극중에서는 인간 사회에서 나오는 총기와 폭탄의 여러가지를, 시간 조작 능력과 함께 하여 싸우고 있다.

## 역할

### 본편 (TVA판)
본편의 “현재”와 다른 미래의 시간축에서 온 카나메 마도카의 친구. 제1화의 시작에 마도카의 꿈에 나타난 적 있으며, 그 날 마도카의 교실로 전학을 온다. 병약해보이는 외모와 달리, 성적우수, 스포츠만능의 면모를 보여 반 아이들의 주목을 받는다. 마도카에 대한 수수께끼의 경고와 조언을 반복했으며, 긴 검은 머리를 쓸어 올리는 것이 버릇 처음에는 악당 혹은 라이벌처럼 그려져서 비판을 받기도 했으나, 극중에서 그 내면과 과거의 비밀이 밝혀지면서 캐릭터에 대한 평가가 바뀌었다.
원래의 시간축에서는 마법소녀로 싸우는 마도카에 대해 동경하고, 소심한 성격의 소녀였지만, 최강의 마녀 와루푸르기스노 요루(ワルプルギスの夜)와의 싸움에서 마도카가 죽는 것을 목격하고는 “마도카와의 만남을 다시 갖게 해줘, 마도카와의 만남은 그녀로부터 지킴받는 내가 아닌, 그녀를 보호하는 존재가 되고 싶어”라는 소원으로 큐베와 계약을 맺었다. 그 후 몇번이고 시간을 거슬러서, 마도카의 비극적인 최후를 저지하기 위한 싸움에 몸을 던지고, 큐베의 의도(정체)를 알게 되었고, 마도카가 큐베와 계약을 맺는 것을 계속해서 막아왔다. 과거에는 머리를 땋고 있으며, 안경을 쓴 소녀였으나, 다른 마법소녀들에게 자신이 처한 사정을 이야기하며 협력을 요청해왔지만, 그런 수단으로는 마도카를 구할 수 없다는 결론에 도달하고, 이후 시간축으로는 누구에게도 의지하지 않게 된다.
결말에서는 마도카는 신(神)이 되었고, 호무라는 마도카에 의해 재구성된 세계에서도 이전 세계의 기억을 유지하고 있었고, 시간제어능력은 잃었으나, 마도카로부터 받은 활을 사용하게 된다.

### [신편] 반역의 이야기
반역의 이야기에서는, 초반에서는 머리를 땋고 안경을 쓴 모습으로 전학을 오고, 카나메 마도카, 미키 사야카, 토모에 마미, 사쿠라 쿄코와 함께 미타키하라시에 출현하는 괴물 “나이트메어(ナイトメア)”와 싸우고 있었다. 하지만 그런 상황 중, 호무라는 위화감을 느낀다.
곧 호무라는 자신이 마녀가 되었고, 이 세계는 자신의 소울젬이 오염되어서 결계를 펼친 곳이라는 것을 깨닫고 만다. 이는 큐베가 마도카에 대한 관측을 위해 그녀의 소울젬을 가둬둔 것으로, 큐베는 아케미 호무라에게 마도카에게 도움을 요청해 보라고 권하지만, 호무라는 큐베의 뜻대로 되지 않기 위해 스스로 마녀화하고 만다. 하지만, 다른 마법소녀들의 활약에 의해 아케미 호무라는 소울젬의 결계에서 빠져나오게 되고, 카나메 마도카와의 재회를 갖게 된다.
그러나, 그녀의 소울젬이 검어지더니 카나메 마도카(신)에게서의 힘을 빼앗고, 아케미 호무라는 원환의 이치에서 벗어난 존재가 되면서 자신을 “악마”라고 자칭하였다.

## 마녀
호두까기의 마녀(영어: Homulilly)는 《[신편] 반역의 이야기》에서 아케미 호무라의 마녀화한 존재. 성격은 “자기완결”(自己完結). 사역마를 사용하여 계속해서 자신을 처형한다.